# Juan Martínez Oliver
Juan Martínez Oliver (Almería, 4 febbraio 1964) è un dirigente sportivo, ex ciclista su strada e pistard spagnolo.

## Palmarès

### Strada
- 1985 (Dormilón, una vittoria)

5ª tappa Volta Ciclista a Catalunya (Barcellona > Lleida)
- 1986 (Dormilón-Campagnolo, una vittoria)

4ª tappa Vuelta a Asturias
- 1988 (Kelme, due vittorie)

17ª tappa Vuelta a España (Toledo > Avila)
21ª tappa Tour de France (Santenay, cronometro)
- 1989 (Kelme, una vittoria)

3ª tappa Vuelta a Murcia (San Pedro del Pinatar > Águilas)
- 1993 (Kelme, due vittorie)

3ª tappa Volta ao Algarve
5ª tappa Volta ao Alentejo

#### Altri successi
- 1987 (Kelme)

Memorial Manuel Galera
- 1988 (Kelme)

Fuengirola-Mijas
- 1993 (Kelme)

Criterium Armilla

### Pista
- 1994

Campionati spagnoli, Inseguimento individuale
- 1996

1ª prova Coppa del mondo, Inseguimento a squadre (Cali, con Adolfo Alperi, Bernardo González e Joan Llaneras)
1ª prova Coppa del mondo, Inseguimento individuale (Cali)
2ª prova Coppa del mondo, Inseguimento individuale (L'Avana)
Campionati spagnoli, Inseguimento individuale
- 1997

Campionati spagnoli, Inseguimento individuale

## Piazzamenti

### Grandi Giri
- Giro d'Italia

1991: 106º
- Tour de France

1988: 135º
1989: fuori tempo massimo (10ª tappa)
1990: 98º
- Vuelta a España

1985: 92º
1986: 65º
1987: fuori tempo massimo (7ª tappa)
1988: 75º
1989: 131º
1990: 88º
1992: 75º

### Classiche monumento
- Liegi-Bastogne-Liegi

1990: 133º

### Competizioni mondiali
- Giochi olimpici

Atlanta 1996 - Inseguimento individuale: 5º
Atlanta 1996 - Inseguimento a squadre: 5º